# FFH-Gebiet NSG Rixdorfer Teiche und Umgebung
Das FFH-Gebiet NSG Rixdorfer Teiche und Umgebung ist ein NATURA 2000-Schutzgebiet in Schleswig-Holstein im Kreis Plön im Südwesten der Gemeinde Lebrade. Es liegt im Naturraum „Holsteinische Schweiz“ (Landschafts-ID 70208), in der Haupteinheit Ostholsteinisches Hügelland. Diese ist wiederum Teil der Naturräumlichen Großregion 2. Ordnung Schleswig-Holsteinisches Hügelland. Das Bundesamt für Naturschutz (BfN) rechnet das FFH-Gebiet in seinem Landschaftssteckbrief zur Landschaft Holsteinische Schweiz. Es hat eine Größe von 115 Hektar.

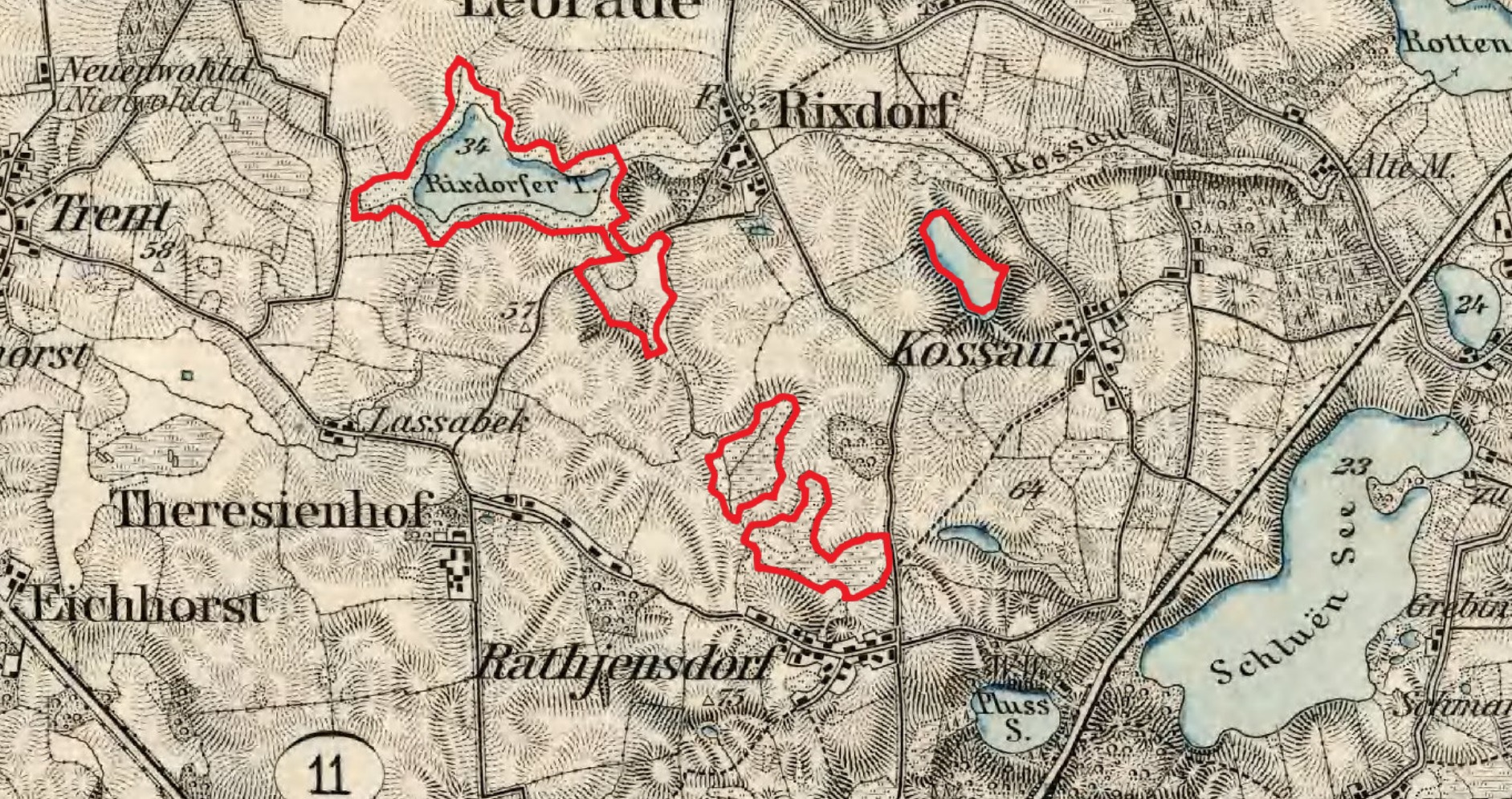
Bild 1ː Rixdorfer Teich um 1893. Rot umrandet das heutige FFH-Gebiet NSG Rixdorfer Teiche und Umgebung

Die größte Ausdehnung des FFH-Gebietes besteht mit 3,36 Kilometer in Nordwestrichtung. Die höchste Erhebung liegt mit 51 Meter über Normalhöhennull (NHN) am Südrand des Rummelteichs bei Rathjensdorf, der niedrigste Punkt mit 31 Meter über NHN ist der mittlere Wasserspiegel des Osterwischteiches im Osten des FFH-Gebietes, siehe Karte 2. 
Das FFH-Gebiet besteht aus fünf Teilgebieten, die nördlich von Plön zwischen dem Ortsteil Rathjensdorf der Gemeinde Rathjensdorf im Süden und dem Lebrader Ortsteil Rixdorf im Norden liegen, siehe Karte 1. Im FFH-Gebiet befinden sich sechs größere Stillgewässer, die alle im Einzugsgebiet des Gewässerunterhaltungsverbands Kossau liegen, siehe Tabelle 1 und Karte 3. Die westlich der Landesstraße 53 (L 53) liegenden Teiche sind kaskadenartig durch Fließgewässer miteinander verbunden. Der am höchsten gelegene Teich ist der Rummelteich nördlich von Rathjensdorf. Nördlich davon liegen der Neue Teich, der Ketelsbeker Teich, Rixdorf, der Ketelsbeker Teich, West und der Rixdorfer Teich, siehe Karte 3. Der Osterwischteich liegt östlich der L 53 unweit der Ortschaft Kossau und entwässert direkt in die Kossau. Der Großteil der Teiche wurden in neuerer Zeit als Fischteiche angelegt. In der Karte des Deutschen Reiches von 1893 sind nur der Rixdorfer Teich und der Oberwischteich als Stillgewässer verzeichnet. Die anderen heutigen Teiche sind noch als Sumpf, Moor, Acker oder Wiese gekennzeichnet, siehe Bild 1.
| Lfd. Nr. | Name                       | Wasserfläche [ha] | Wasserkörper- Einzugsgebiet [ha] |
| -------- | -------------------------- | ----------------- | -------------------------------- |
| 1        | Rummelteich                | 6,9               | 116,88                           |
| 2        | Neuer Teich, Rathjensdorf  | 9,28              | 47,57                            |
| 3        | Ketelsbeker Teich, Rixdorf | 4,51              | 108,9                            |
| 4        | Ketelsbeker Teich, West    | 1,85              | 21,28                            |
| 5        | Rixdorfer Teich            | 29,78             | 137,95                           |
| 6        | Osterwischteich            | 6,74              | 228,64                           |

Der nördlichste Teich ist mit 29,78 Hektar der Fläche nach der größte. Er wird Rixdorfer Teich genannt und wird von West nach Ost durch das Fließgewässer Kossau durchströmt. 
Das FFH-Gebiet besteht laut NATURA 2000-Standard-Datenbogen (SDB) vom Mai 2019 zu drei Vierteln aus der FFH-Lebensraumklasse Binnengewässer und im Rest aus deren Uferbereichen, siehe Diagramm 1.

## FFH-Gebietsgeschichte und Naturschutzumgebung
Der NATURA 2000-Standard-Datenbogen (SDB) für dieses FFH-Gebiet wurde im Februar 1996 vom Landesamt für Landwirtschaft, Umwelt und ländliche Räume (LLUR) des Landes Schleswig-Holstein erstellt, im August 2000 als Gebiet von gemeinschaftlicher Bedeutung (GGB) vorgeschlagen, im Dezember 2004 von der EU als GGB bestätigt und im Januar 2010 national nach § 32 Absatz 2 bis 4 BNatSchG in Verbindung mit § 23 LNatSchG als besonderes Erhaltungsgebiet (BEG) bestätigt. Der SDB wurde zuletzt im Mai 2019 aktualisiert. Der Managementplan wurde am 28. Juni 2018 veröffentlicht.
Das FFH-Gebiet NSG Rixdorfer Teiche und Umgebung ist flächenmäßig identisch mit dem Naturschutzgebiet (NSG) Rixdorfer Teich und Umgebung und liegt vollständig im Europäischen Vogelschutzgebiet Teiche zwischen Selent und Plön. Bis auf den Osterwischteich liegen alle Teiche im Schwerpunktbereich 262 des landesweiten Biotopverbundsystems. Der Osterwischteich und die Fließgewässer zwischen den Teichen liegen in den Verbundachsen 632 und 647 des Biotopverbundsystems.
Mit der Gebietsbetreuung des Vogelschutzgebietes „Teiche zwischen Selent und Plön“ wurde nach § 20 LNatSchG durch das LLUR der Naturschutzbund Deutschland, Landesverband Schleswig-Holstein betraut.

## FFH-Erhaltungsgegenstand
Laut Standard-Datenbogen vom Mai 2019 sind folgende FFH-Lebensraumtypen (LRT) und Arten als FFH-Erhaltungsgegenstände mit den entsprechenden Beurteilungen zum Erhaltungszustand der Umweltbehörde der Europäischen Union gemeldet worden (Gebräuchliche Kurzbezeichnung (BfN)):
FFH-Lebensraumtypen nach Anhang I der EU-Richtlinie:
- 3150 Natürliche und naturnahe nährstoffreiche Stillgewässer mit Laichkraut oder Froschbiss-Gesellschaften (Gesamtbeurteilung C)[18]

Arten gemäß Artikel 4 der Richtlinie 2009/147/EG und Anhang II der Richtlinie 92/43/EWG und diesbezügliche Beurteilung des Gebiets:
- 1188 Rotbauchunke (Gesamtbeurteilung B)[20]
- 1166 Kammmolch (Gesamtbeurteilung B)[21]

Als einziger FFH-Lebensraumtyp des FFH-Gebietes wird der FFH-LRT 3150 Natürliche und naturnahe nährstoffreiche Stillgewässer mit Laichkraut oder Froschbiss-Gesellschaften kartiert und nimmt mehr als zwei Drittel der Gebietsfläche ein, siehe Diagramm 2. Hinzu kommen noch die beiden Amphibienarten Rotbauchunke und Kammmolch. 
Von 2016 bis 2018 wurde eine Biotopkartierung der FFH-Lebensraum- und Biotoptypen im FFH-Gebiet durchgeführt. Dabei zeigen sich gravierende Unterschiede zu den Angaben im Standarddatenbogen für die Umweltagentur der EU. Die Biotopkartierung stuft alle Teiche im FFH-Gebiet, bis auf den Rummelteich, als gesetzlich geschützter Biotoptyp FSy Sonstiges Stillgewässer ein und nicht mehr als FFH-LRT3150 Natürliche und naturnahe nährstoffreiche Stillgewässer mit Laichkraut oder Froschbiss-Gesellschaften. Danach ist nur ein knappes Zehntel der Fläche mit FFH-LRT belegt, siehe Diagramm 3. Vergleicht man Diagramm 2 und 3 bezüglich des Flächenanteils ohne Schutzstatus, so sind beide etwa gleich groß. Die FFH-Gebietsgrenze wird auf weiten Strecken um die Teiche herum durch Wallhecken (Knick)s gebildet. Die Flächen zwischen diesen Wallhecken und dem eigentlichen Teichrand werden teilweise als Grünland genutzt und unterliegen keinem weiteren Schutzstatus.

## FFH-Erhaltungsziele
Aus den oben aufgeführten FFH-Erhaltungsgegenständen werden als FFH-Erhaltungsziele von besonderer Bedeutung die Erhaltung folgender Lebensraumtypen und Arten im FFH-Gebiet vom Ministerium für Energiewende, Landwirtschaft, Umwelt und ländliche Räume des Landes Schleswig-Holstein erklärt:
- 3150 Natürliche und naturnahe nährstoffreiche Stillgewässer mit Laichkraut oder Froschbiss-Gesellschaften
- 1188 Rotbauchunke
- 1166 Kammmolch

Damit sind alle FFH-Erhaltungsgegenstände als FFH-Erhaltungsziele übernommen worden.

## FFH-Analyse und Bewertung
Das Kapitel FFH-Analyse und Bewertung im Managementplan beschäftigt sich unter anderem mit den aktuellen Gegebenheiten des FFH-Gebietes und den Hindernissen bei der Erhaltung und Weiterentwicklung der FFH-Lebensraumtypen und Arten. Die Ergebnisse fließen in den FFH-Maßnahmenkatalog ein.
Die im FFH-Gebiet ausgewiesenen FFH-LRT-Flächen haben überwiegend eine ungenügende Gesamtbewertung im SDB erhalten, siehe Diagramm 4. Hierbei handelt es sich ausschließlich um den FFH-Lebensraumtyp 3150 Natürliche und naturnahe nährstoffreiche Stillgewässer mit Laichkraut oder Froschbiss-Gesellschaften (siehe hierzu auch die Anmerkungen im Kapitel FFH-Erhaltungsgegenstand). Nach der Umstellung der Bewirtschaftung der Teiche auf extensive Nutzung ist es weiterhin erforderlich, die Teiche mindestens alle zwei Jahre abzulassen, um der Verschlammung und Versumpfung entgegenzuwirken. 
Auf Grund ihrer geringen Größe unterliegen die Teiche nicht der Berichtspflicht über ihren chemischen und ökologischen Zustand an die Europäische Union nach der Wasserrahmenrichtlinie (WRRL). Lediglich für den Bereich der Kossau am Rixdorfer Teich wird ein Datensatz der elektronischen Berichterstattung 2022 zum 3. Bewirtschaftungsplan WRRL regelmäßig erstellt. Ihr wird darin ein mäßiger ökologischer und ein nicht guter chemischer Zustand bescheinigt. Ausschlaggebend für die schlechte Beurteilung des chemischen Zustandes ist die Überschreitung der zulässigen Grenzwerte bei Bromiertem Diphenylether (BDE) und Quecksilber und Quecksilberverbindungen. 
Als Erhaltungsziel von besonderer Bedeutung sind die Amphibien Rotbauchunke und Kammmolch genannt. Ihre Population ist im Gebiet von Jahr zu Jahr gesunken. Bei der Rotbauchunke sind maximal 25 Exemplare gezählt worden und für den Kammmolch gibt es noch nicht einmal eine grobe Schätzung. Für die nachhaltige Reproduktion sind für diese Arten fischfreie Gewässer erforderlich. Ein aktiver Besatz der Teiche ist deshalb kontraproduktiv. Hier müssten auf den umliegenden extensiv genutzten Grünflächen künstliche fischfreie Tümpel angelegt werden.
Am Ostufer des Rummelteichs und rund um den Rixdorfer Teich befinden sich extensiv genutzte Grünflächen, die nach den Regeln des Vertragsnaturschutzes „Weidewirtschaft Moor ohne Düngung“ bewirtschaftet werden. Am Ostufer des Rixdorfer Teiches und am Südufer des Ketelsbeker Teiches stehen Flächen mit dem FFH-Lebensraumtyp 9130 Waldmeister-Buchenwälder unter Vertragsnaturschutz nach dem Vertragsmuster „Vertragsnaturschutz im Wald“.

## FFH-Maßnahmenkatalog
Der FFH-Maßnahmenkatalog im Managementplan führt neben den bereits durchgeführten Maßnahmen geplante Maßnahmen zur Erhaltung und Entwicklung der FFH-Lebensraumtypen im FFH-Gebiet an. Die notwendigen Erhaltungs- und Wiederherstellungsmaßnahmen sind in fünf Karten beschrieben. Die weitergehenden und sonstigen Pflege- und Entwicklungsmaßnahmen sind in 6 Karten niedergelegt. Zur Projektverfolgung sind alle Maßnahmen in 22 Maßnahmenblättern tabellarisch erfasst.
Da es sich hier sowohl um ein Naturschutzgebiet, ein FFH-Gebiet und ein europäisches Vogelschutzgebiet handelt, muss der vorgeschlagene Maßnahmenkatalog viele Erhaltungsziele gleichzeitig berücksichtigen. Hierbei sind Zielkonflikte nicht auszuschließen.

Bild 2ː Prinzip eines Mönches zur Wasserstandregulierung in der Teichwirtschaft

Das Gebiet ist ein Rast-, Brut- und Überwinterungsgebiet für Wasservögel von überregionaler Bedeutung. Die Ausscheidungen von mehreren Tausend Tieren sorgen für einen Anstieg der Nährstoffe in den Teichen und auf den Grünlandflächen der Umgebung. Die Grünlandflächen müssen weiterhin extensiv bewirtschaftet werden, um für brütende Vögel attraktiv zu sein. Die Hälfte der Teiche sollten im Wechsel alle zwei Jahre trockengelegt werden, um überschüssige Nährstoffe aus den Teichen regelmäßig zu entfernen. Der Bereich um die Mönche sollte dabei entschlammt werden, um deren Funktion zu sichern. Aufkommende Gehölze auf den Wiesenflächen sind regelmäßig zu entfernen. Wenn die Flächen nicht beweidet, sondern gemäht werden, sollte das Mähgut aus dem Gebiet entfernt werden, um dem Boden so überschüssige Nährstoffe zu entziehen und Pflanzenarten magerer Standorte zu begünstigen. Der Zeitpunkt der Mahd sollte so gewählt werden, dass Bodenbrüter so wenig wie möglich gestört werden.
Die Pflege der Knicks sollte fachgerecht alle zehn bis fünfzehn Jahre erfolgen. Sie bilden eine wichtige Nährstoffbarriere für die umgebenden intensiv genutzten Acker- und Wiesenflächen außerhalb der Schutzgebiete. Die Barrierefunktion der Knicks wird noch durch die Anlage von Ackerrandstreifen vor den Knicks verstärkt. 
Zur Wiederansiedlung von Amphibien wie die Rotbauchunke und fen Kammmolch sollten fischfreie Tümpel in den offenen Grünlandflächen angelegt werden, Die Teiche sind als Lebensraum für Amphibien nur dann geeignet, wenn sie möglichst fischfrei sind oder über flache Sumpfgebiete zur geschützten Ablage des Laiches verfügen.

## FFH-Erfolgskontrolle und Monitoring der Maßnahmen
Eine FFH-Erfolgskontrolle und Monitoring der Maßnahmen findet in Schleswig-Holstein alle 6 Jahre statt. Die Ergebnisse des letzten Monitorings wurden am 19. März 2010 veröffentlicht.